# Königsmoos
Königsmoos è un comune tedesco di 4 283 abitanti, situato nel land della Baviera.